# Akcja styczniowa w getcie warszawskim
Akcja styczniowa w getcie warszawskim, również druga akcja likwidacyjna lub samoobrona styczniowa – akcja eksterminacyjna przeprowadzona przez okupantów niemieckich w getcie warszawskim 18–21 stycznia 1943 roku, której celem było wywiezienie do obozu zagłady w Treblince około 8 tys. Żydów, którzy przebywali nielegalnie na terenie dzielnicy zamkniętej. Była to pierwsza akcja deportacyjna w getcie warszawskim, która spotkała się ze zbrojną odpowiedzią żydowskiego ruchu oporu.
Podczas wielkiej akcji deportacyjnej w lecie 1942 roku zostało zamordowanych około 300 tys. Żydów. W znacznie zmniejszonym getcie pozostało około 60 tys. mieszkańców. Nawet do 40% przebywało tam nielegalnie, nie posiadając zaświadczeń o zatrudnieniu wystawionych przez okupanta. Ten stan rzeczy był początkowo tolerowany przez Niemców. Podczas inspekcji w Warszawie przeprowadzonej 9 stycznia 1943 roku Reichsführer-SS Heinrich Himmler zarządził jednak natychmiastową deportację 8 tys. „nielegalnych” Żydów do Treblinki, a także ewakuację niemieckich zakładów produkcyjnych (tzw. szopów) na Lubelszczyznę. 18 stycznia Niemcy i ich kolaboranci wkroczyli do getta. Spotkali się z biernym oporem Żydów, którzy ignorując wezwania do dobrowolnego stawiennictwa, usiłowali przeczekać akcję w schronach i kryjówkach. Z kolei Żydowska Organizacja Bojowa (ŻOB), mimo początkowego zaskoczenia, podjęła zbrojną walkę w obronie ludności.
Po czterech dniach Niemcy wycofali się z getta. Co najmniej 5 tys. Żydów zostało wywiezionych i zgładzonych w Treblince, a kolejnych 1171 zamordowano w domach i na ulicach. Mimo że celem Niemców nie była całkowita likwidacja getta, przerwanie akcji powszechnie przypisano oporowi żydowskich bojowników. Znacznie wzrósł autorytet ŻOB wśród mieszkańców getta, jej działania zyskały także uznanie polskiej ludności oraz Polskiego Państwa Podziemnego. Gdy 19 kwietnia 1943 roku Niemcy ponownie wkroczyli do getta, wybuchło tam powstanie, które zdołali stłumić dopiero po miesiącu.

## Getto warszawskie po „Wielkiej Akcji”
22 lipca 1942 roku okupanci niemieccy rozpoczęli w getcie warszawskim tzw. wielką akcję deportacyjną. Trwała 62 dni, a w jej konsekwencji liczba mieszkańców dzielnicy zamkniętej zmniejszyła się o ponad 300 tys. Co najmniej 253 742 Żydów, a być może więcej, zostało wywiezionych i zgładzonych w obozie śmierci w Treblince. Około 10,3 tys. osób zmarło lub zostało zamordowanych na terenie getta, a kolejnych 11 580 wywieziono do różnych obozów pracy. Trudna do ustalenia liczba Żydów, szacowana nawet na około 8 tys., zdołała zbiec na „aryjską stronę”.

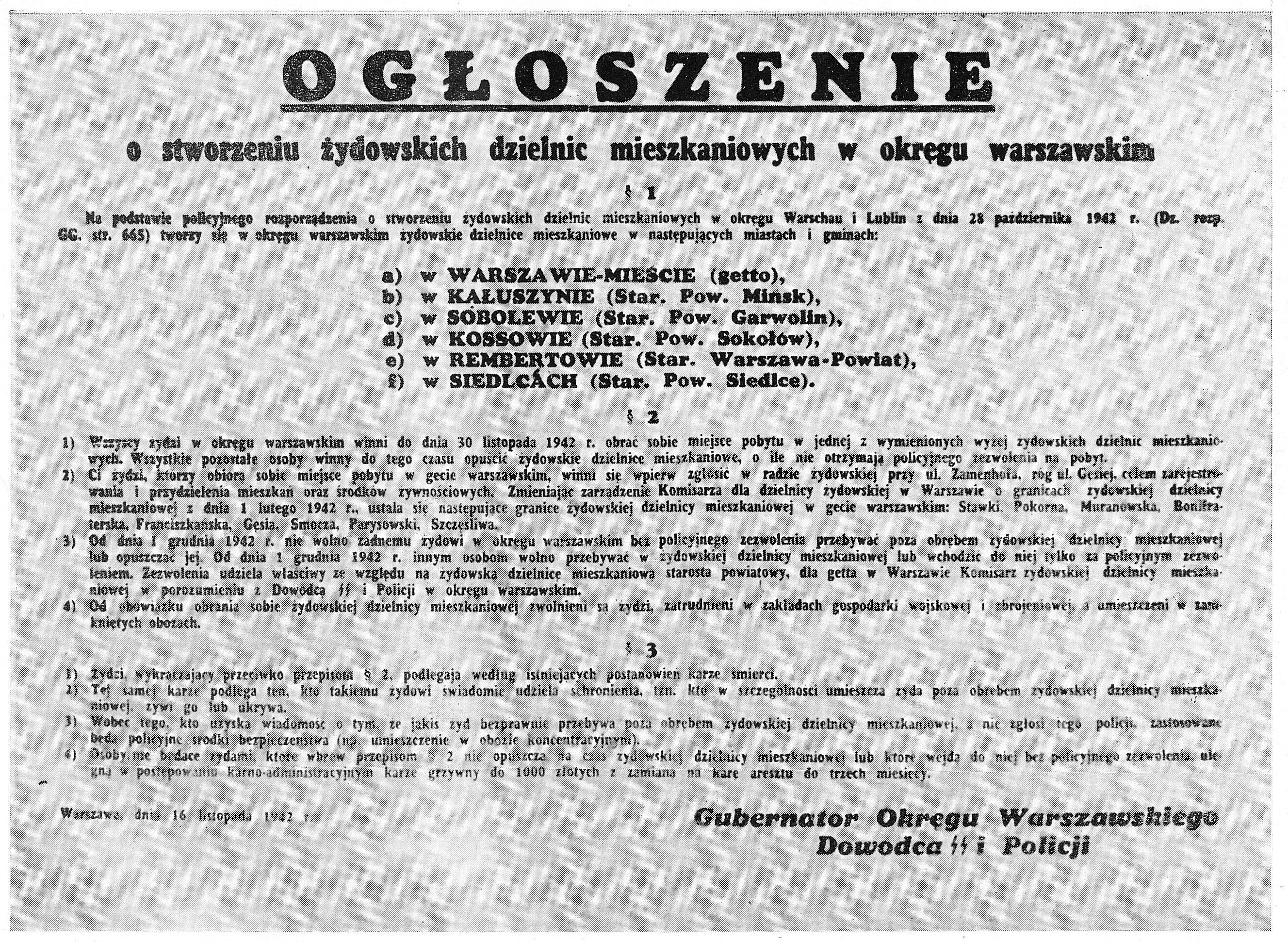
Niemieckie obwieszczenie informujące o utworzeniu „gett szczątkowych” w sześciu miastach dystryktu warszawskiego, w tym w Warszawie

28 października 1942 roku Wyższy Dowódca SS i Policji „Wschód” (HSSPF „Ost”) SS-Obergruppenführer Friedrich Wilhelm Krüger wydał rozporządzenie dotyczące utworzenia tzw. gett szczątkowych (niem. Restgetto) w wybranych miastach dystryktów lubelskiego i warszawskiego. 10 listopada wydał podobne zarządzenie w sprawie utworzenia „gett szczątkowych” w dystryktach galicyjskim, krakowskim i radomskim. Były to odtąd jedyne miejsca na terenie Generalnego Gubernatorstwa, w których Żydzi mieli prawo legalnie przebywać. Dzielnica zamknięta w Warszawie była jednym z sześciu takich gett w dystrykcie warszawskim. Rozporządzenie Krügera dawało Żydom ukrywającym się po „aryjskiej stronie” czas do 30 listopada 1942 roku na zamieszkanie w „gettach szczątkowych”. Niezastosowanie się do tego polecenia miało być karane śmiercią.
Według oficjalnych danych po wielkiej akcji deportacyjnej w getcie warszawskim pozostało zaledwie 35 639 Żydów. Aż 75,5% stanowiły osoby w wieku 20–50 lat, przy czym na 100 mężczyzn przypadało 78 kobiet. Dzieci do lat 9 oraz osoby powyżej 60. roku życia stanowiły odpowiednio 1,4% i 1,5% „oficjalnej” populacji getta. Niemieckie statystyki nie uwzględniały jednak Żydów „dzikich”/„nielegalnych”, którzy zdołali przeżyć „Wielką Akcję” i pozostali na terenie getta, nie posiadając jednakże – w przeciwieństwie do Żydów „zewidencjonowanych” – tzw. numerków na życie. Ich liczbę szacowano na około 20–25 tys.

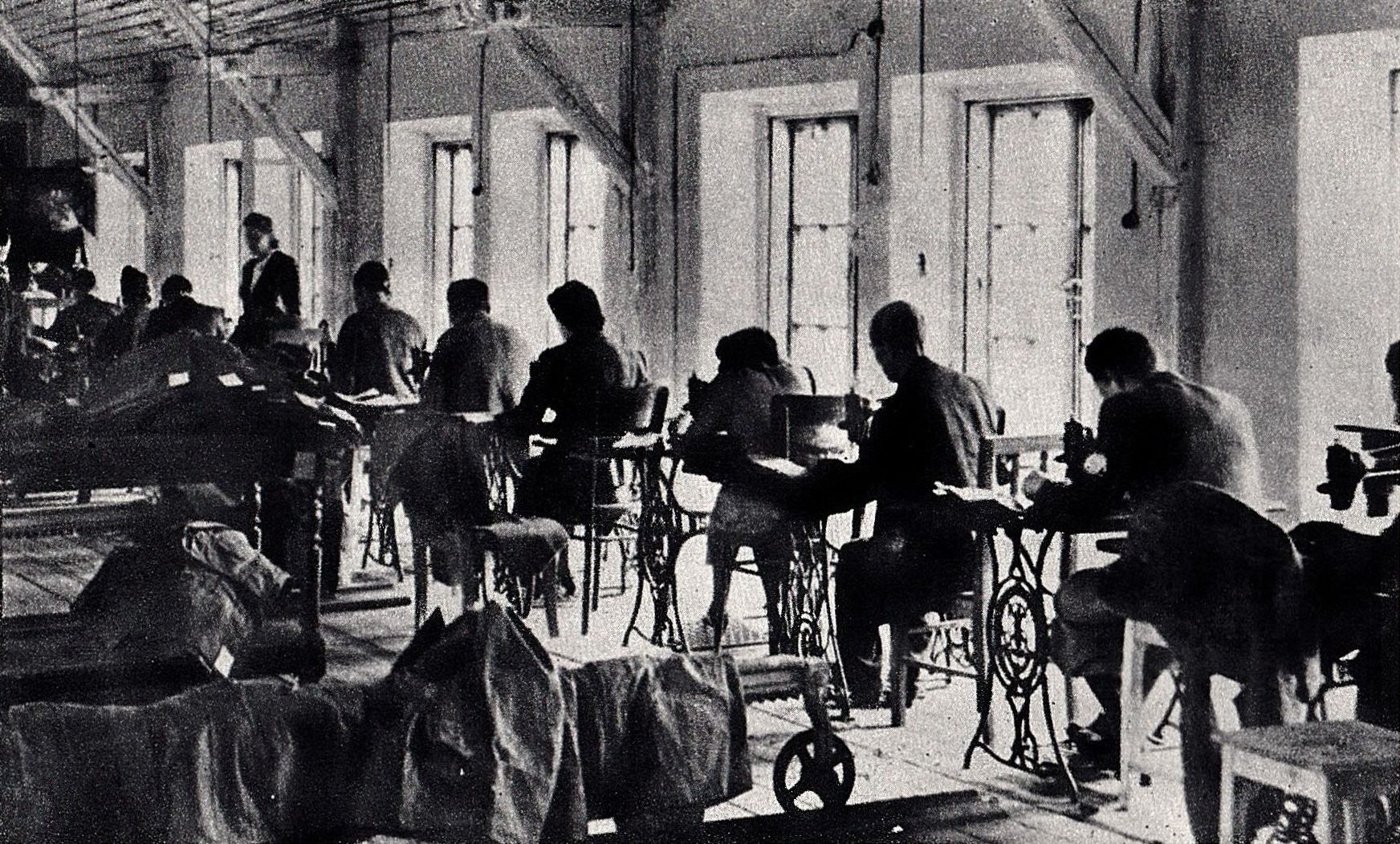
Jeden z szopów w getcie warszawskim

Żydzi, którzy przetrwali „Wielką Akcję”, byli zmuszani do niewolniczej pracy. Spośród 35 639 „zewidencjonowanych” najwięcej, gdyż około 26 tys., pracowało w niemieckich przedsiębiorstwach (szopach) znajdujących się na terenie getta. Kolejne 2797 osób znalazło zatrudnienie w agendach Judenratu, a pozostali na „placówkach” poza terenem getta lub w komandzie Werterfassungsstelle. To ostatnie zajmowało się opróżnianiem opustoszałych mieszkań i lokali ze wszelkich wartościowych przedmiotów. Zatrudniało ok. 4 tys. Żydów, w tym wielu „dzikich”. Większość robotników była zmuszona pracować na akord. W zamian otrzymywali jedynie kartki żywnościowe, uprawniające do uzyskania niewielkich przydziałów żywności. W praktyce większość Żydów utrzymywała się z wyprzedaży mienia, a żywność nabywała od „placówkarzy” lub szmuglerów, którzy przemycali ją z „aryjskiej strony”.
Konsekwencją „Wielkiej Akcji” było także znaczące zmniejszenie powierzchni getta. Tereny leżące na południe od ul. Leszno, oraz jej północna strona na odcinku między ulicami Karmelicką i Przejazd, zostały wyłączone z getta i przeznaczone do zamieszkania przez Polaków. Na tym obszarze pozostała jednak enklawa w postaci szopu Walthera Többensa w rejonie ul. Prostej. Główną część warszawskiego „getta szczątkowego” stanowiło odtąd tzw. getto centralne. Zajmowało ono obszar zamknięty ulicami: Stawki – Pokorna – Muranowska – Bonifraterska – Franciszkańska – Gęsia – Smocza – Parysowska – Szczęśliwa. W „getcie centralnym” znajdowały się biura Judenratu, sześć szopów oraz siedziba Werterfassungsstelle. Stanowiło ono jednocześnie miejsce schronienia dla większości „nielegalnych”, a także miejsce zamieszkania „placówkarzy”. Z kolei na terenach, które rozciągały się między ulicami Gęsią i Franciszkańską na północy a ul. Leszno na południu, przeplatały się ze sobą tereny oficjalnie niezamieszkane („dzikie”) oraz cztery zamknięte strefy, które były zajmowane przez poszczególne szopy, i również wchodziły w skład „getta szczątkowego”. Tymi strefami były: „główny teren szopów” (obręb ulic Leszno – Żelazna – Nowolipie – Smocza – Nowolipki – Karmelicka), teren szopu szczotkarzy (obręb ulic Bonifraterska – Świętojerska – Wałowa – tyły ul. Franciszkańskiej), teren szopu Oschmann-Leszczyńskiego (rejon ulic Nowolipie i Mylnej), teren garbarni Weiglego (nieparzysta strona ul. Gęsiej, między ulicami Smoczą i Okopową). Spośród „zewidencjonowanych” Żydów większość, gdyż około 22 700, mieszkała na terenach szopów, a kolejne 12 800 w „getcie centralnym”. Przydzielono im 295 domów, podczas gdy w kolejnych 133 domach zamieszkali „nielegalni”.
Po zakończeniu „Wielkiej Akcji” getto w zasadzie przestało pełnić funkcję dzielnicy mieszkalnej, stając się wielkim obozem pracy. Jego ulice, a także wiele domów całkowicie opustoszały. Przez pewien czas istniały jeszcze Transferstelle oraz urząd komisarza do spraw dzielnicy żydowskiej, jednakże decydujący głos we wszystkich sprawach dotyczących getta należał odtąd do funkcjonariuszy warszawskiego Gestapo, którzy urzędowali w tzw. Befehlstelle przy ul. Żelaznej 103. Judenrat i Żydowska Służba Porządkowa (ŻSP) zostały pozbawione przez Niemców jakichkolwiek istotnych kompetencji. Całkowicie utraciły także autorytet wśród ludności żydowskiej. Jesienią 1942 roku rozpoczął się proces grodzenia terenów szopów drewnianymi płotami i ogrodzeniami z drutu kolczastego. Szopy zaczęły przypominać niewielkie obozy pracy, czy też – wedle słów Abrahama Lewina – „zamknięte więzienia”. Były odizolowane do tego stopnia, że zatrudnieni w nich Żydzi często przez dłuższy czas nie mieli żadnego kontaktu z krewnymi i przyjaciółmi zamieszkującymi w innych częściach getta. Stały się także instytucjami częściowo samowystarczalnymi. Miały bowiem własne piekarnie, sklepy oraz punkty usługowe. Niepodzielną władzę w szopach sprawowali niemieccy właściciele oraz podległa im straż fabryczna (Werkschutz). Za najdrobniejsze przewinienia robotnikom groziły kary w postaci grzywny, zmniejszenia przydziałów żywności lub skreślenia z listy pracowników i wydania w ręce SS. 
28 września 1942 roku w getcie rozplakatowano obwieszczenie podpisane przez przewodniczącego Judenratu Marka Lichtenbauma, które informowało, że na mocy zarządzenia Sonderkommando der Sipo-Umsiedlung na obszarze leżącym na południe od ulic Gęsiej i Franciszkańskiej Żydzi mogą się poruszać jedynie w zwartych kolumnach – do lub z miejsca pracy. Z kolei „getcie centralnym” w godzinach roboczych, tj. między 8:00 a 20:00, mogły przebywać jedynie te osoby, które były w stanie udowodnić konieczność opuszczenia stanowiska pracy. Handel uliczny został zakazany. Zabroniono również „bezcelowego wystawania na ulicy i gromadzenia się przechodniów”. W konsekwencji w ciągu dnia na ulicach getta można było spotkać tylko funkcjonariuszy (ŻSP), zwarte kolumny robotników, wozy, którymi dowożono żywność do szopów, a także wózki do transportu zwłok. Do pozostałych przechodniów niemieckie patrole strzelały bez ostrzeżenia. Z dokumentów Judenratu wynika, że od października do grudnia 1942 roku zabito na ulicach getta 546 Żydów.

## Żydowski ruch oporu

### Niepowodzenie prób samoobrony w lecie 1942
Masowe deportacje do Treblinki w lecie 1942 roku zasadniczo nie spotkały się z czynnym oporem mieszkańców getta. Ludność żydowska – złożona głównie z kobiet, dzieci, starców, a także osób fizycznie i psychicznie wyczerpanych latami głodu oraz izolacją – nie była bowiem w stanie przeciwstawić się działaniom Niemców. Z kolei organizacje podziemne, pozbawione broni i nieposiadające wystarczającego autorytetu, nie były w stanie zorganizować samoobrony i poderwać mieszkańców getta do walki. Co więcej, jak wskazuje Israel Gutman, „wielu działaczy i całe ugrupowania były przeciwne idei zbrojnego oporu”. W pierwszych dniach „Wielkiej Akcji” przywódcy najważniejszych żydowskich partii politycznych, sprzeciwili się zbrojnemu wystąpieniu, gdyż błędnie założyli, że „wysiedlenie” obejmie tylko część ludności. Wkrótce aktywność podziemnych ugrupowań musiała zostać skoncentrowana na ratowaniu przed deportacją swoich członków.
Z zachowawczą polityką „tradycyjnych” partii kontrastowała postawa ruchów młodzieżowych. 28 lipca 1942 roku z inicjatywy przedstawicieli Droru, Ha-Szomer Ha-Cair i Akiwy powołano do życia Żydowską Organizację Bojową. W skład jej komendy weszli Szmuel Bresław, Icchak Cukierman, Cywia Lubetkin, Mordechaj Tenenbaum i Izrael Kanał. Nowo powstała organizacja zamierzała zbrojnie przeciwstawić się deportacji, jednakże nie dysponowała żadnym konkretnym planem działania. Co więcej, wśród jej członków panowała rozbieżność zdań co do taktyki, jaką należy przyjąć, a uzbrojenie stanowił jeden pistolet. Na „aryjską stronę” wysłano emisariusza w osobie Izraela Chaima „Arie” Wilnera. Kontakt z Armią Krajową udało mu się jednak nawiązać dopiero po upływie wielu tygodni. Nieco wcześniej, 21 sierpnia, ŻOB otrzymała pierwszą niewielką dostawę broni od komunistycznej Polskiej Partii Robotniczej.
20 sierpnia Izrael Kanał przeprowadził nieudany zamach na komendanta ŻSP Józefa Szeryńskiego. Bojownicy ŻOB usiłowali także podpalać opustoszałe domy oraz magazyny zlikwidowanych szopów, nie chcąc dopuścić, aby znajdujące się w nich mienie wpadło w ręce Niemców. Wydawano ulotki i odezwy, w których ostrzegano, że „wysiedlenie” oznacza śmierć oraz wzywano ludność do stawiania biernego oporu i przeciwstawiania się rozkazom ŻSP. Plany „obrony honoru Żydów Warszawy” zostały jednak przekreślone przez wydarzenia, które rozegrały się 3 września 1942 roku. Tego dnia Gestapo aresztowało Józefa Kapłana, a Szmuel Bresław został zastrzelony przez niemiecki patrol na ul. Gęsiej. W ręce Niemców wpadł również cały zapas broni, który łączniczka Reginka Justman usiłowała przemycić z bloku mieszkalnego OBW przy ul. Miłej 63 do nowej skrytki przy ul. Dzielnej 34. Po tych wydarzeniach działalność ŻOB została przejściowo sparaliżowana. W ostatnich dniach akcji część działaczy była co prawda gotowa ruszyć do samobójczego ataku na Niemców, jednakże przeważyło zdanie, by odłożyć zbrojne wystąpienie do czasu zdobycia broni i zbudowania podziemnych struktur.

### Konsolidacja podziemia jesienią 1942 roku
Jesienią 1942 roku w getcie warszawskim zapanowała tymczasowa stabilizacja. Niemcy głosili, że „wysiedlenie” zostało definitywnie zakończone, a od pozostawionych w getcie Żydów wymagane będzie jedynie „posłuszeństwo i sumienne wykonywanie pracy”. Mimo oficjalnych zakazów odrodziły się szmugiel i czarnorynkowy handel. Na przełomie września i października członkowie personelu lekarskiego i pielęgniarskiego, którym udało się przetrwać pierwszą deportację, zorganizowali nowy szpital w dwóch kamienicach przy ul. Gęsiej 6/8. Z kolei 22 listopada z Umschlagplatzu zwolniono kilkuset Żydów, którzy byli tam przetrzymywani od czasu „Wielkiej Akcji”. Także obecność „nielegalnych” Żydów była tolerowana przez Niemców. Wielu znalazło zatrudnienie na „placówkach” lub w Werterfassungsstelle. Co prawda oficjalna „amnestia” nie została nigdy ogłoszona, niemniej pod koniec października 1942 roku około 4,5 tys. „dzikich”, którzy zdecydowali się ujawnić podczas przeprowadzonego przez Judenrat spisu ludności, zostało dopisanych do „oficjalnej” populacji getta. Niemcy zgodzili się nawet na utworzenie przytułku dla opuszczonych i osieroconych dzieci. Zorganizowano go przy ul. Zamenhofa 50 lub 52, a w uroczystości jego otwarcia wziął udział SS-Untersturmführer Karl Georg Brandt – zastępca szefa „referatu żydowskiego” w urzędzie komendanta SD i policji bezpieczeństwa na dystrykt warszawski.

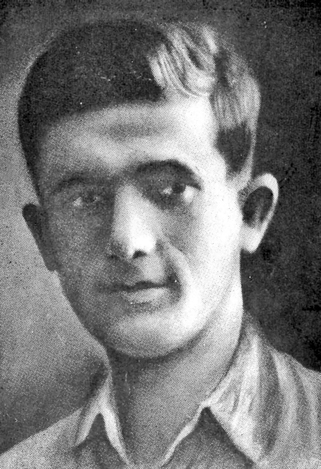
Mordechaj Anielewicz

Niemniej „Wielka Akcja” pozbawiła warszawskich Żydów jakichkolwiek złudzeń wobec intencji nazistów. Powszechne było przekonanie, że stabilizacja jest zjawiskiem przejściowym, a kolejne „wysiedlenie” może nastąpić w każdej chwili. Wielu Żydów ogarnęły nastroje rezygnacji i tymczasowości. Szukali oni zapomnienia w rozrywkach, pijaństwie i przelotnych związkach. Wraz z utratą wiary w obietnice okupanta przyszła jednak konstatacja, iż bierność i uległość przestały nieść ze sobą jakiekolwiek szanse na ocalenie. W konsekwencji wzrosła liczba ucieczek na „aryjską stronę”. Wielu Żydów, zwłaszcza zamożniejszych, przystąpiło także do budowy kryjówek, w których mieli nadzieję przetrwać kolejną deportację. Sprzyjał temu fakt, że w związku z zagrożeniem sowieckimi nalotami Niemcy zezwolili na budowę schronów przeciwlotniczych w getcie oraz na dostarczenie w tym celu materiałów budowlanych. Wreszcie pojawiło się pragnienie zemsty i walki. Rozwojowi ruchu oporu sprzyjał fakt, że wśród ludności getta przeważali teraz ludzie młodzi i samotni, nieobarczeni obowiązkiem opieki nad rodzinami.
Jesienią 1942 roku działacze ŻOB przystąpili do odbudowy i reorganizacji podziemnych struktur. Pod koniec października, po długich i trudnych negocjacjach, dotychczasowy skład ŻOB poszerzono o przedstawicieli Bundu, Gordonii, Ha-Noar ha-Cijoni, Poalej Syjon-Prawicy, Poalej Syjon-Lewicy i PPR. Tym samym zjednoczyła ona wszystkie najważniejsze żydowskie ugrupowania polityczne poza syjonistami-rewizjonistami i religijnymi ortodoksami. ŻOB za główny cel postawiła sobie obronę getta przed kolejną deportacją oraz ukaranie kolaborantów i prześladowców ludności żydowskiej, tj. funkcjonariuszy ŻSP, członków Werkschutzu, kierowników szopów, gestapowskich konfidentów i prowokatorów. Polityczne zwierzchnictwo nad ŻOB objął Żydowski Komitet Narodowy (ŻKN). Jego utworzenie było do pewnego stopnia wyjściem naprzeciw oczekiwaniom Polskiego Państwa Podziemnego, którego przywódcy byli gotowi negocjować tylko z reprezentacją całego żydowskiego ruchu oporu. Komitet przygotowywał jednocześnie grunt – społeczny i materialny – pod planowaną walkę zbrojną. ŻKN podporządkowało się ponadto Oneg Szabat – podziemne archiwum getta warszawskiego. Socjalistyczny Bund odmówił wejścia w skład ŻKN, niemniej zgodził się z nim współpracować w ramach tzw. Komisji Koordynacyjnej. Statuty ŻOB, ŻKN i KK uchwalono w nocy z 1 na 2 grudnia 1942 roku. 
Na czele ŻOB stanął Mordechaj Anielewicz – 23-letni działacz Ha-Szomer Ha-Cair. Wywarł on znaczący wpływ na proces przygotowań do walki zbrojnej, gdyż w czasie „Wielkiej Akcji” przebywał w Zagłębiu Dąbrowskim, dzięki czemu obce mu były uczucia zniechęcenia i klęski, które ogarnęły wielu ocalałych członków żydowskiego ruchu oporu. Zastępcą Anielewicza został Icchak Cukierman z Droru. Wraz z nimi w skład komendy ŻOB weszli jeszcze: Hersz Berliński (Poalej Syjon-Lewica), Berek Szajndmil, zastąpiony po pewnym czasie przez Marka Edelmana (Bund), Jochanan Morgenstern (Poalej Syjon-Prawica) i Michał Rozenfeld (PPR). Pełnomocnikiem ŻOB do spraw kontaktów z polskim Podziemiem został „Arie” Wilner. Pod koniec 1942 roku ŻOB liczyła już co najmniej 600 członków.
Wkrótce ŻOB przystąpiła do likwidacji najbardziej znienawidzonych żydowskich kolaborantów. Celem tej akcji było zarówno ukaranie osób, której najgorliwiej współpracowały z Niemcami w czasie „Wielkiej Akcji”, jak i pozbawienie okupanta współpracowników, którzy mogliby zaszkodzić działaniom ŻOB w czasie kolejnej akcji deportacyjnej. Przywódcy ŻOB założyli przy tym, że Niemcy nie będą interweniować tak długo, jak sami nie zostaną bezpośrednio zaatakowani przez żydowski ruch oporu. 29 października 1942 roku na ul. Gęsiej został zastrzelony Jakub Lejkin – powszechnie znienawidzony zastępca komendanta ŻSP. Z kolei 29 listopada na ul. Muranowskiej został zabity Izrael First – kierownik wydziału gospodarczego Judenratu, a zarazem jeden z najważniejszych konfidentów Gestapo w getcie. Przeprowadzono także zamachy na kilku niższych rangą funkcjonariuszy ŻSP. Z Warszawy wysłano łączników i emisariuszy, którzy przystąpili do tworzenia struktur ruchu oporu w gettach na prowincji. Żydowskie podziemie zdołało także nawiązać współpracę z Polskim Państwem Podziemnym. 11 listopada 1942 roku komendant główny Armii Krajowej gen. Stefan Rowecki ps. „Grot” zaakceptował przekazane mu dwa dni wcześniej deklaracje ŻKN, w których domagano się uznania Komitetu za oficjalne przedstawicielstwo ludności żydowskiej i proszono o dostarczenie broni do getta. „Grot” obiecał pomoc dla ŻOB zarówno poprzez szkolenie bojowników, jak i dostawy broni. Pierwszych 10 pistoletów, aczkolwiek w złym stanie technicznym i z niewielką ilością amunicji, zostało przekazanych przez AK w grudniu 1942 roku.
Jesienią 1942 roku w warszawskim getcie ukształtował się także drugi ośrodek oporu, związany z rewizjonistyczną Nową Organizacją Syjonistyczną, a w szczególności z jej młodzieżówką Betar. Rewizjonistyczna organizacja bojowa nosiła początkowo nazwę Żydowska Organizacja Wojskowa, zmienioną w styczniu 1943 roku na Żydowski Związek Wojskowy (ŻZW). Na jej czele stanęli Paweł Frenkel i Leon Rodal. ŻOB i ŻZW prowadziły rozmowy zjednoczeniowe, ostatecznie nie udało się jednak powołać wspólnej organizacji bojowej. Jako przyczyny tego stanu rzeczy wskazywane są m.in. różnice ideologiczne i animozje z okresu przedwojennego, spory o przywództwo, dążenie rewizjonistów do utrzymywania własnych kanałów kontaktu z polskim podziemiem oraz ich niechęć do dzielenia się posiadaną bronią, czy wreszcie oczekiwanie liderów ŻOB, że rewizjoniści będą wstępować do organizacji indywidualnie – nie zaś jako zwarta grupa. Niemniej obie organizacje zdołały po pewnym czasie „podzielić strefy wpływów” i uzgodnić podstawowe zasady współdziałania.

## Akcja styczniowa

### Preludium
Jesienią 1942 roku SS zintensyfikowało działania, których celem było przejęcie całkowitej kontroli nad resztkami żydowskiej siły roboczej w Generalnym Gubernatorstwie oraz budowa własnego imperium gospodarczego. Na mocy rozkazu Reichsführera-SS Heinricha Himmlera z 9 października 1942 roku wszyscy Żydzi, którzy dotąd byli wyłączeni z deportacji do obozów zagłady i pracowali na potrzeby wojska, mieli zostać zgromadzeni w dwóch specjalnych obozach koncentracyjnych w Warszawie i Lublinie. W dalszej kolejności planowano przeniesienie wszystkich żydowskich robotników na Lubelszczyznę. W regionie tym SS przystąpiła bowiem do budowy własnego kombinatu przemysłowego, znanego od marca 1943 roku pod nazwą Ostindustrie GmbH (Osti). Przedsiębiorstwo to miało korzystać zarówno z urządzeń i surowców skonfiskowanych w żydowskich fabrykach i warsztatach, jak i z pracy żydowskich robotników przymusowych.
9 stycznia 1943 roku Himmler przeprowadził inspekcję w Warszawie. Jednym z elementów wizyty był przejazd opustoszałymi ulicami getta. Ku swemu zaskoczeniu Reichsführer usłyszał, że w dzielnicy zamkniętej wciąż znajduje się około 40 tys. Żydów, z czego wielu przebywa tam nielegalnie. W szczególności zirytowała go jednak informacja, że w getcie nadal działają prywatne przedsiębiorstwa niemieckie, które wykonują zamówienia dla Wehrmachtu oraz zatrudniają tysiące żydowskich robotników. Ich właścicieli, w szczególności Walthera Többensa, oskarżył o chciwość i sabotaż. Prawdopodobnie chcąc ułagodzić gniew zwierzchnika, dowódca SS i Policji w dystrykcie warszawskim SS-Oberführer Ferdinand von Sammern-Frankenegg obiecał, że 8 tys. „nielegalnych” Żydów zostanie niezwłocznie wywiezionych do Treblinki. Dwa dni później, a według innych źródeł jeszcze tego samego dnia, Himmler wystosował list do Friedricha Wilhelma Krügera, w którym wyrażając zdumienie, że „jego polecenia odnośnie do Żydów nie są realizowane”, poinformował, że „w najbliższych dniach” zostanie deportowanych 8 tys. mieszkańców getta warszawskiego. Zarządził jednocześnie natychmiastowe wyłączenie prywatnych przedsiębiorstw z procesu produkcji oraz ewakuację wyposażenia i robotników szopów na Lubelszczyznę. Ostateczny termin likwidacji getta wyznaczył na 15 lutego 1943 roku.
15–17 stycznia 1943 roku SS i policja niemiecka przeprowadziły w Warszawie zakrojone na szeroką skalę uliczne łapanki. Zatrzymano wtedy kilkanaście tysięcy Polaków. Von Sammern-Frankenegg wykorzystał obecność w mieście dodatkowych jednostek SS i policji, aby przeprowadzić w getcie kolejną akcję deportacyjną. Według polskich źródeł konspiracyjnych do udziału w akcji wyznaczono 200 funkcjonariuszy niemieckiej policji oraz 800 litewskich i łotewskich kolaborantów, przydzielając im jako wsparcie lekkie czołgi. Israel Gutman uznaje jednak te szacunki za zawyżone. Do udziału w „wysiedleniu” został oddelegowany m.in. SS-Hauptsturmführer Theodor van Eupen – komendant karnego obozu pracy w Treblince.
W pierwszych dniach stycznia w getcie zaczęły szerzyć się pogłoski o kolejnej deportacji. Ludność żydowską ogarnęły niepokój i przygnębienie. 5 stycznia na murach rozlepiono obwieszczenie Judenratu, zabraniające poruszania się między obszarami „starego i nowego getta” bez specjalnych przepustek wydanych przez Befehlstelle. Pogłębiło to panujący w getcie strach.

### Przebieg
W poniedziałek 18 stycznia 1943 roku o godzinie 6:30 rano „placówkarze”, którzy szykowali się do wyjścia do pracy „na aryjską stronę”, zostali niespodziewanie zatrzymani przy bramach getta. Jednocześnie zaobserwowano, że po drugiej stronie murów koncentrują się jednostki wojska i policji niemieckiej. Około godziny 7:30 Niemcy wkroczyli do getta.
18 i 19 stycznia Niemcy prowadzili akcję przede wszystkim w „getcie centralnym”. Trzeciego dnia rozszerzono ją na tereny szopów, aczkolwiek robotnicy tych zakładów, które były uznawane za kluczowe z punktu widzenia niemieckich interesów gospodarczych, ucierpieli stosunkowo niewiele. Niemcy planowali wyłapać „nielegalnych” w ten sam sposób co podczas „Wielkiej Akcji”, tj. urządzając „blokady” w domach i szopach. Tym razem jednak postawa ludności żydowskiej okazała się diametralnie inna. Nikt nie miał już wątpliwości co do niemieckich intencji, stąd na wieść o gromadzeniu się wojska i policji pod murami getta Żydzi zaczęli pośpiesznie kryć się w przygotowanych uprzednio „schronach” i kryjówkach. W wielu szopach robotnicy nie stawili się do pracy. Podczas „blokad” tylko nieliczne osoby posłuchały niemieckich rozkazów i wyszły na podwórza celem okazania dokumentów. Najwięcej Żydów, gdyż około 3 tys., Niemcom udało się ująć w pierwszym dniu akcji. Wśród zatrzymanych tego dnia byli „placówkarze”, których ujęto przy bramach getta, robotnicy schwytani na miejscach zbiórek oraz osoby, których wkroczenie hitlerowców zaskoczyło na ulicach lub w mieszkaniach.
Wobec skuteczności biernego oporu Żydów działania Niemców wkrótce nabrały brutalności. Chcąc osiągnąć wyznaczony przez dowództwo limit deportowanych, esesmani i policjanci urządzali łapanki na ulicach, zabierając na Umschlagplatz nawet osoby posiadające zaświadczenia o zatrudnieniu. Bezpieczni nie byli także członkowie Judenratu. Co najmniej dziewięciu zostało wywiezionych do Treblinki lub zastrzelonych na ulicach. Na Umschlagplatzu kilkudziesięciu członków Bundu, należących do grupy dowodzonej przez Borucha Pelca, zostało zastrzelonych, gdyż odmówili wejścia do wagonów. Według Marka Edelmana zamordował ich własnoręcznie Theodor van Eupen.
Niemcy nie oszczędzili także szpitala przy ul. Gęsiej 6/8. Po raz pierwszy poddano go „blokadzie” rankiem 18 stycznia. Do Treblinki wywieziono ponad 300 pacjentów, w tym wielu chorych na tyfus. Bezpośrednio ze szpitala wywieziono także większość pielęgniarek i pielęgniarzy oraz dwóch lekarzy: Chaima Glauternika i Glebfisza. Deportowano ponadto wielu lekarzy i pielęgniarki zamieszkujących przy ul. Kupieckiej. W czasie „wysiedlania” szpitala kilka osób popełniło samobójstwo, wyskakując z okien. Obłożnie chorych Niemcy zastrzelili w łóżkach, to samo uczynili z noworodkami na oddziale położniczym. Część pracowników oraz członkowie ich rodzin zdołali jednak przetrwać akcję, ukrywając się przez kilka dni w kryjówkach urządzonych na terenie placówki. Gdy Niemcy opuścili getto, zdewastowany szpital został ponownie uruchomiony.

Po odejściu SS-manów w łóżkach leżały trupy z wyciągami chirurgicznymi i z szynami. Uratował się jakiś chłopiec (był trupio blady), hitlerowcy wzięli go za zmarłego. Noworodki leżały w krwawych kałużach w pięknych białych łóżeczkach.

Żydowski ruch oporu starał się zachowywać w poniedziałki szczególną czujność, gdyż odnotowano, że właśnie tego dnia Niemcy mają w zwyczaju rozpoczynać akcje deportacyjne. Niemniej hitlerowcom udało się uzyskać efekt zaskoczenia. Trwające od kilku dni łapanki „po aryjskiej stronie” wytworzyły bowiem wśród Żydów błędne przekonanie, że Niemcy będą zbyt zajęci w innych częściach miasta, by podjąć akcję w getcie. Zorganizowany opór utrudniły także problemy z łącznością oraz fakt, że w momencie rozpoczęcia akcji większość bojowników ŻOB nie była skoszarowana, lecz przebywała w swoich miejscach zamieszkania. Marek Edelman podawał, że spośród 50 grup bojowych ŻOB tylko pięć było w stanie spontanicznie przystąpić do walki.
Pierwszy strzał do wroga miał oddać „Arie” Wilner, gdy Niemcy rozpoczęli przeszukanie w jednym z konspiracyjnych mieszkań ŻOB przy ul. Miłej. Jako pierwsi zorganizowany opór stawili natomiast członkowie Ha-Szomer Ha-Cair, którzy mieszkali w domu przy ul. Miłej 61. Decyzję o rozpoczęciu walki podjął samorzutnie Anielewicz nie konsultując tego ani z ŻKN, ani z pozostałymi członkami komendy ŻOB. Wraz z grupą towarzyszy wmieszał się w tłum ludzi prowadzonych na Umschlagplatz. Gdy kolumna znalazła się na rogu ulic Niskiej i Zamenhofa, bojowcy niespodziewanie otworzyli ogień do konwojentów. W powstałym zamieszaniu kilkudziesięciu Żydów zdołało uciec. Ochłonąwszy z zaskoczenia, Niemcy odpowiedzieli ogniem, zabijając większość atakujących. Ocalało tylko 3–4 bojowców, w tym Anielewicz, który zdołał dobiec do bramy pobliskiego domu, a następnie został ukryty przez jednego z Żydów w znajdującym się w pobliżu schronie. Dom ten został w odwecie podpalony przez Niemców.
Do zbrojnych starć doszło także w kilku innych miejscach. Gdy Niemcy wkroczyli do domu przy ul. Zamenhofa 58 na terenie „getta centralnego”, zamieszkujący tam członkowie Droru i Gordonii, dowodzeni przez Icchaka Cukiermana, zaatakowali ich przy użyciu pistoletów, granatów, pałek, łomów i kwasu siarkowego. Dwóch Niemców zabito lub zraniono, pozostałych zmuszono do ucieczki. Grupy ŻOB-owców dowodzone przez Eliezera Gellera i „Arie” Wilnera podjęły walkę m.in. przy ulicach Zamenhofa 40, Miłej 34, 41 i 63 oraz Franciszkańskiej 22. W szopie Schultza („główny teren szopów”) opór stawili bojowcy, którymi dowodził Izrael Kanał z Akiwy. Nie wiadomo, czy podczas „akcji styczniowej” do zbrojnej walki przyłączyli się w sposób zorganizowany członkowie ŻZW.
18 stycznia miały miejsce najgwałtowniejsze starcia. Począwszy od drugiego dnia akcji ŻOB zaczął unikać otwartej walki z Niemcami. Przyjęto postawę wyczekującą, ograniczając się do prób rozbrajania pojedynczych policjantów i żołnierzy. Zaskoczeni niespodziewanym oporem Niemcy zaczęli unikać wszelkich miejsc, w których mogli napotkać na uzbrojonych ludzi (np. strychów i piwnic). Przełożyło się to na mniejszą skuteczność „blokad”. Jednocześnie żydowski opór spowodował, że działania okupanta stały się jeszcze bardziej brutalne. 21 stycznia, mszcząc się za poniesione straty, Niemcy zastrzelili na ulicach getta dziesiątki ludzi.
W przeciwieństwie do „Wielkiej Akcji”, Niemcy podczas „akcji styczniowej” w bardzo ograniczonym stopniu korzystali ze wsparcia ŻSP. Jej funkcjonariusze nie uczestniczyli już bezpośrednio w „blokadach” i formowaniu transportów na Umschlagplatzu. Niemniej esesmani sporadycznie zabierali kilku-, kilkunastoosobowe grupki żydowskich policjantów z gmachu komendy przy ul. Gęsiej 4, by następnie wykorzystać ich jako wywiadowców lub jako „żywe tarcze”. Funkcjonariuszy ŻSP zmuszano również do ogłaszania ludności zarządzeń władz niemieckich. Wśród policjantów dało się jednak zaobserwować brak gorliwości w wykonywaniu niemieckich rozkazów. Z tego powodu jeden funkcjonariusz ŻSP miał zostać zabity przez esesmanów.
Po czterech dniach, uznawszy, że zadanie zmniejszenia populacji getta zostało wykonane, Niemcy zakończyli akcję i wycofali się za mury.

### Bilans
Próba deportacji „nielegalnych” Żydów została później nazwana „drugą akcją wysiedleńczą” lub „drugą akcją likwidacyjną”. Inne używane w stosunku do niej określenie to „akcja styczniowa”. Ze względu na fakt, że działania Niemców spotkały się ze zbrojnym oporem, wydarzenia te bywają również nazywane „samoobroną styczniową”.
Według Barbary Engelking w trakcie czterodniowej akcji Niemcy zdołali wywieźć do Treblinki nie więcej jak 5 tys. Żydów. Do grona ofiar „akcji styczniowej” należy także doliczyć 1171 Żydów, których zastrzelono na terenie getta. Inni historycy szacowali, że deportowano 6 tys. lub 6,5 tys. osób. Ta ostatnia liczba podawana jest również w raporcie Stroopa. Najwyższe szacunki podawał Emanuel Ringelblum, którego zdaniem „akcja styczniowa” pochłonęła około 10 tys. ofiar, w tym około 1000 rozstrzelanych na miejscu. Israel Gutman oceniał z kolei, że rzeczywista liczba wywiezionych i zamordowanych w getcie wyniosła od 4,5 tys. do 5 tys. osób. Cytował w tym kontekście m.in. polskie źródła konspiracyjne, które podawały, że Niemcom udało się zapełnić tylko połowę wagonów podstawionych na Umschlagplatz. 
Wśród osób zamordowanych w getcie lub wywiezionych do Treblinki znaleźli się: Michał Brandstätter (nauczyciel, dziennikarz), Ber Ajzyk Ekerman (dziennikarz, działacz Agudy, przewodniczący wydziału cmentarnego Judenratu), Icchak Giterman (działacz społeczny, wieloletni dyrektor polskiego oddziału „Jointu”, członek Oneg Szabat), Gustawa Jarecka (pisarka, współpracowniczka Oneg Szabat), Izrael Milejkowski (lekarz dermatolog, przewodniczący wydziału zdrowia Judenratu), Bolesław Rozensztadt (adwokat, przewodniczący wydziału prawnego Judenratu), Adolf Różański (historyk, działacz Żydowskiej Samopomocy Społecznej), Zofia Sara Syrkin-Binsztejnowa (lekarka, działaczka społeczna, członkini kierownictwa wydziału zdrowia Judenratu), Bernard Zundelewicz (przed wojną prezes Centrali Drobnych Kupców Żydowskich). Prawdopodobnie wśród ofiar „akcji styczniowej” znalazł się także Abraham Lewin (nauczyciel, członek Oneg Szabat, autor jednego z najważniejszych pamiętników z getta). W trakcie akcji styczniowej zginęła również większość pozostałych jeszcze w getcie absolwentek Szkoły pielęgniarstwa w Warszawie przy Szpitalu Starozakonnych, w tym między innymi pielęgniarki: Prużańska, S. Fryd, Katz, Swierdzioł, Michelburg i Niemcówna. W schronie przetrwała akcję dyrektorka szkoły Luba Blum-Bielicka oraz pielęgniarki: Gurfinkiel-Glocer i Isserlis.
W walkach poległa znaczna liczba bojowników ŻOB. Marek Edelman oceniał, że utracono 4/5 pierwotnego składu organizacji. Liczba rannych i zabitych Niemców pozostaje nieznana. Ferdinand von Sammern-Frankenegg najprawdopodobniej nie poinformował bowiem zwierzchników o stratach poniesionych w walce z żydowskimi bojowcami. Polskie źródła konspiracyjne, a także Emanuel Ringelblum, szacowali niemieckie straty na kilkudziesięciu zabitych. Jest to jednak zapewne liczba znacznie zawyżona. Barbara Engelking szacuje, że w czasie „styczniowej samoobrony” zginęło prawdopodobnie 12 Niemców.

## Epilog
Celem „akcji styczniowej” nie była całkowita likwidacja getta, lecz deportacja do Treblinki 8 tys. „nielegalnych” Żydów. Niemniej zarówno wśród mieszkańców getta, jak i po „aryjskiej stronie” powszechne było przekonanie, iż to żydowscy bojownicy zmusili Niemców do odwrotu i przerwania wywózek. W efekcie jeszcze bardziej wzrósł autorytet ŻOB wśród ludności żydowskiej. „Styczniowa samoobrona” przyniosła psychologiczny przełom, budząc wśród mieszkańców getta przekonanie, że czynny i bierny opór nie tylko są możliwe, lecz dają realną szansę na ocalenie. Icchak Cukierman ocenił później, że „styczniowe powstanie umożliwiło wybuch powstania kwietniowego”.
Informacje o podjęciu zbrojnej walki przez żydowskie podziemie, niekiedy zresztą mocno przesadzone, zostały przyjęte z dużym uznaniem przez ludność polską. O wydarzeniach, które rozegrały się w getcie, pisała szeroko podziemna prasa, w tym będący oficjalnym organem AK „Biuletyn Informacyjny”, organ PPS–WRN – pismo „WRN”, organ Stronnictwa Ludowego – „Przez walkę do zwycięstwa” oraz organ komunistycznej Gwardii Ludowej – „Gwardzista”. Wspomniano o nich także na łamach wydawanego w Wielkiej Brytanii „Dziennika Polskiego”. Styczniowa samoobrona spowodowała – wedle słów Dariusza Libionki – „radykalną zmianę w traktowaniu ŻOB” przez Polskie Państwo Podziemne. Komendant główny AK gen. Stefan Rowecki ps. „Grot” – prezentujący dotąd raczej sceptyczne stanowisko wobec dostarczania Żydom uzbrojenia – zgodził się przekazać ŻOB kolejną partię broni i amunicji. Pod koniec stycznia do getta przemycono 50 pistoletów z amunicją, około 80 kg materiałów do wyrobu butelek zapalających oraz pewną ilość granatów. Wiele wskazuje, że była to ostatnia taka dostawa przekazana ŻOB przez AK. Niemniej polskie podziemie udzieliło żydowskim bojownikom pomocy w zakupie broni i amunicji po „stronie aryjskiej”.
Po „akcji styczniowej” ŻOB przejęła realną władzę w getcie. Zdziesiątkowany Judenrat w zasadzie zaprzestał działalności, ograniczając się odtąd do załatwiania spraw związanych z aprowizacją. Jego przewodniczący Marek Lichtenbaum w rozmowach z Niemcami przyznawał, że nie ma już żadnego wpływu na sytuację w dzielnicy. ŻSP, w której szeregach pozostały zaledwie 82 osoby, także całkowicie straciła na znaczeniu. Niemcy już tylko sporadycznie pojawiali się w getcie, przy czym zazwyczaj odważali się na to tylko za dnia. 
ŻOB, który – według Israela Gutmana – był początkowo „luźną federacją frakcji i ugrupowań”, przekształcił się ostatecznie w zjednoczoną organizację. Autorytet Anielewicza i pozostałych liderów był odtąd niekwestionowany. Jednocześnie komenda organizacji wyciągnęła szereg praktycznych wniosków z przebiegu styczniowych walk. Postanowiono odtąd unikać starć ulicznych, koncentrując się na prowadzeniu obrony w oparciu o domy i kompleksy budynków. Między piwnicami i strychami zaczęto budować ukryte przejścia, aby umożliwić bojownikom zarówno bezpieczne przemieszczanie się w obrębie getta, jak i przechodzenie na „stronę aryjską”. Wszystkich bojowców skoszarowano na stałe w opuszczonych mieszkaniach, chcąc w ten sposób uniknąć sytuacji ze stycznia, kiedy to Niemcy zaskoczyli ŻOB częściowo rozproszoną. Niektórzy z członków organizacji przeszli szkolenie na kursach wojskowych organizowanych przez AK i PPS. Produkowano oraz nabywano broń i amunicję. Przeprowadzano także dobrowolne zbiórki oraz akcje ekspropriacyjne w celu uzyskania funduszy na ich zakup. Zarówno ŻOB, jak i ŻZW kontynuowały ponadto likwidację kolaborantów i konfidentów. 
Od czasu „styczniowej samoobrony” idea oporu cieszyła się szerokim poparciem wśród mieszkańców getta. Niemniej zdecydowana większość Żydów, zdając sobie sprawę, że przerwa w deportacjach jest tylko chwilowa, szukała przede wszystkim sposobów na ocalenie siebie i najbliższych. Jacek Leociak podaje, że po „akcji styczniowej” na „aryjską stronę” uciekło około 4,5 tys. mieszkańców getta. Gunnar S. Paulsson szacuje natomiast, że w okresie od „Wielkiej Akcji” do powstania kwietniowego z getta zbiegło około 10 tys. Żydów, z czego najwięcej, gdyż około 7,5 tys., między 18 stycznia a 18 kwietnia 1943 roku. Żydzi, którzy zdecydowali się pozostać w getcie, z większą niż dotychczas intensywnością przystąpili do budowy „bunkrów” i kryjówek.
Tymczasem Niemcy nadal planowali likwidację getta oraz przeniesienie robotników i majątku szopów do dystryku lubelskiego. 1 lutego 1943 roku, na mocy umowy, którą SS-Brigadeführer Odilo Globocnik zawarł dzień wcześniej z Waltherem Többensem, SS przejęło wszystkie zakłady w getcie prowadzące produkcję na potrzeby Wehrmachtu. Analogiczne porozumienie SS zawarło także z właścicielem drugiego co do wielkości szopu, Fritzem Schultzem. 16 lutego Himmler rozkazał szefowi Głównego Urzędu Gospodarczo-Administracyjnego SS (SS-WVHA) SS-Obergruppenführerowi Oswaldowi Pohlowi przekształcić warszawskie getto w obóz koncentracyjny o statusie przedsiębiorstwa państwowego (Reichsbetrieb), po czym jak najszybciej przenieść obóz (wraz z zakładami i więźniami) do Lublina i okolicy. Tego samego dnia wystosował także pismo do SS-Obergruppenführera Friedricha Wilhelma Krügera, w którym zarządził, aby po przeniesieniu obozu do Lublina zabudowania opustoszałego getta – „dotychczas użytkowane przez 500 000 podludzi, a które nigdy nie będą się nadawać dla Niemców” – zostały całkowicie zrównane z ziemią. Zburzenie getta, oficjalnie motywowane względami bezpieczeństwa, najprawdopodobniej miało być elementem realizacji nazistowskich planów zmniejszenia Warszawy oraz jej zredukowania do rzędu miast prowincjonalnych.
16 lutego z getta warszawskiego odszedł pierwszy transport do obozu pracy w Trawnikach. Kolejny transport, w którym znalazło się 850 Żydów, został wysłany 23 lutego do obozu w Poniatowej. Többens – pełniący teraz funkcję „komisarza ds. ewakuacji” – usilnie starał się nakłonić Żydów, by dobrowolnie przesiedlili się na Lubelszczyznę. Robotnikom i ich rodzinom gwarantował całkowite bezpieczeństwo. Sprowadził nawet do getta żydowskich robotników z Trawnik i Poniatowej, by przekonali rodaków, że tamtejsze obozy są rzeczywiście obozami pracy. Tymczasem ŻOB przystąpił do intensywnej kontrakcji, podpalając przeznaczone do ewakuacji magazyny i zakłady oraz wzywając ludność, by nie dawała wiary niemieckim obietnicom. Gdy zawiodły perswazje, Werkschutz zaczął organizować łapanki na Żydów, co spotkało się z kolei ze zbrojną reakcją ŻOB. W tym okresie do największego starcia na ulicach getta doszło około 13 marca, gdy żydowscy bojownicy za cenę kilku zabitych odbili zatrzymanego kolegę oraz zabili dwóch Niemców. W odwecie esesmani zamordowali od 100 do 210 mieszkańców jednego z pobliskich domów. Ostatecznie dobrowolnie lub pod przymusem wyjechało na Lubelszczyznę nie więcej jak kilka tysięcy warszawskich Żydów.
Gdy 19 kwietnia 1943 roku Niemcy ponownie wkroczyli do getta, by przymusowo wysiedlić wszystkich jego mieszkańców, ŻOB i ŻZW przystąpiły do walki z bronią w ręku. Dzielnicę zamkniętą ogarnęło powstanie, które okupantom udało się stłumić dopiero po miesiącu i zaangażowaniu znacznych sił.

## Odniesienia w kulturze
Styczniowej samoobronie getta Władysław Szlengel poświęcił wiersz Kontratak. Swoje przeżycia z okresu „akcji styczniowej”, w tym przebieg „selekcji” przeprowadzonej przez Niemców w szopie szczotkarzy, opisał ponadto w szkicu Co czytałem umarłym. Styczniowe wydarzenia wywarły znaczny wpływ na twórczość Szlengla, który za swe zadanie uznał odtąd zagrzewanie ducha oporu wśród mieszkańców getta.
„Akcję styczniową” i stoczone w jej trakcie walki ukazano w filmie Uprising z 2001 roku (reż. Jon Avnet).